# Aboisso
Aboisso es una ciudad situada en la parte baja del río Comoé, en el sureste de Costa de Marfil, 116 km al este de Abiyán, la capital económica. Se encuentra cerca de Ghana. El pueblo dominante y dueño de la tierra es costumbre étnica Agni Sanwi perteneciente a los Akan vino de la actual Ghana. Esta ciudad era parte del reino de Sanwi y el nombre de la ciudad parece provenir de Eboue Nyansou, que significa "en la piedra" en el Agni idioma. 
Las primeras exploraciones de la Costa de Marfil realizadas por Marcel Treich-Laplene se parties de Aboisso. Administrativamente, la ciudad de Aboisso es la capital de común, subprefectura y de distrito. El departamento de Aboisso tiene una población estimada de más de 225.000 habitantes.
- Datos: Q521322
- Multimedia: Aboisso / Q521322